# Boue biliaire
 (janvier 2013).

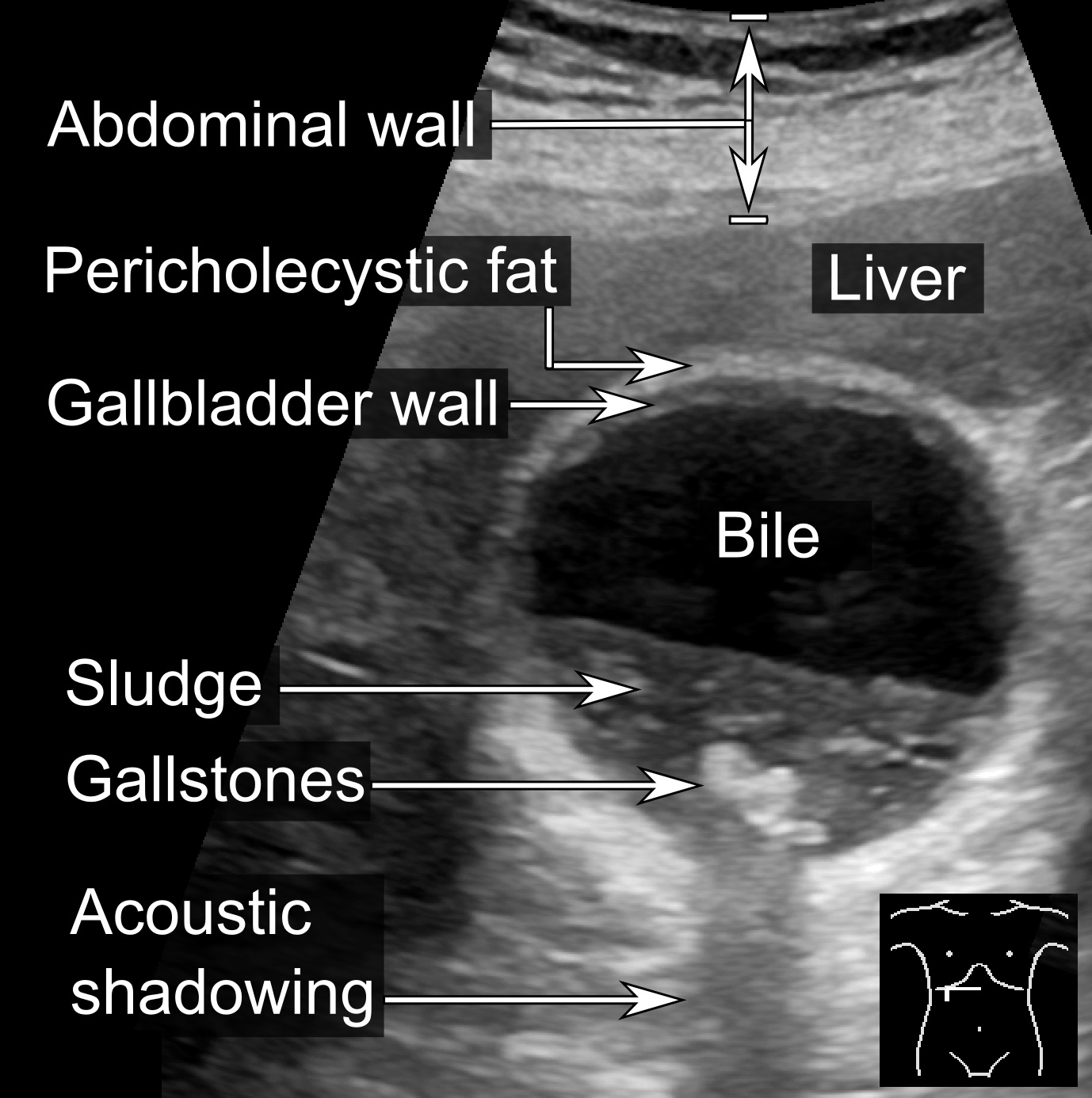
Écographie abdominale montrant une boue biliaire (sludge) avec en dessous des calculs biliaires (gallstones)

La boue biliaire, en anglais : sludge, est un amas de  particules (allant de 50 à 100 µm) mélangé à un gel de mucus rendant la bile épaisse ou exceptionnellement sanglante. Ces particules sont constituées, soit d'agrégats de cristaux de cholestérol, soit, plus rarement, de granules de pigments biliaires. 
La boue biliaire peut subsister avec des calculs ou en être précurseur. Cela aura tendance à empêcher l'écoulement de la bile.
Quinze pour cent de la population mondiale est atteinte de boue biliaire vésiculaire et un tiers de cette population développe des symptômes.

## Composition

### Cristaux de cholestérol
Ils constituent la majorité des calculs observés. Ils sont principalement formés dans la vésicule biliaire (lithiase vésiculaire). La prévalence de ces calculs a augmenté au cours du XXe siècle (alimentation plus riche) et leur fréquence d’apparition est beaucoup plus faible en Afrique subsaharienne qu'en Europe
Admirand et Small ont montré que la bile des patients atteint de calculs vésiculaires était sursaturée en cholestérol. Ils ont ainsi émis le concept que la lithiase biliaire serait une maladie du foie caractérisée par une anomalie de la synthèse ou de la sécrétion des lipides biliaires, cholestérol, acides biliaires ou phospholipides. 
Le cholestérol est solubilisé principalement grâce à la formation de micelles d'acides biliaires et de phospholipides. La partie hydrophobe de ces micelles est composée du noyau stéroïdien et la partie hydrophile est composée des groupements OH et des acides aminés conjugués à l'acide biliaire, la taurine ou la glucine.
Lorsque la concentration d'acides biliaires (concentration micellaire) devient trop élevée, ils forment des agrégats polymoléculaires (les micelles) dont la taille augmente lorsqu'on y incorpore des phospholipides. 
Le cholestérol est solubilisé dans la partie centrale des micelles. Seulement, la quantité de cholestérol pouvant être solubilisée est limitée. En effet, quand la composition de la bile est saturée en cholestérol, l'excès est solubilisé dans les vésicules faites de cholestérol et de phospholipides. Or, le problème est que ces vésicules sont instables et favorisent l'agglomération des vésicules sous forme de cristaux de cholestérol en présence d'une trop grande quantité de mucine synthétisée par les cellules épithéliales biliaires (ce phénomène est aussi souvent observé chez les individus sains). 	Néanmoins, grâce à l'action des contractions vésiculaires post-prandiales, ces cristaux sont normalement éliminés dans la voie biliaire principale et le duodénum prévenant ainsi leur agglomération sous la forme de sludge ou de calculs. 

### Granules de pigments biliaires
Ces calculs constituent 10 à 20 % des calculs vésiculaires. Ces calculs sont peu fréquemment observés en Occident. Ils sont constitués de polymères de sels de calcium de bilirubine non conjuguée. Or, cette dernière est insoluble dans l'eau. Les calculs se forment lorsque la sécrétion de bilirubine (sous sa forme non conjuguée) est anormalement élevée dans la bile. On observe ce phénomène lors des états d'hyperhémolyse chronique (anémie hémolytique, dysérythropolyse, cirrhose…) et dans certaines cas, dans la mucoviscidose ou la maladie de Crohn.

## Localisation
Le sludge est le plus souvent situé dans la vésicule biliaire et plus rarement dans des voies biliaires dilatées. Il peut être associée  à une minilithiase[Quoi ?] souvent masquée par le sludge. 

## Signes cliniques

### Cas de la lithiase asymptomatique.
On la retrouve dans 80 % des cas. L'incidence de survenue de symptômes ou de complications est d'environ 2 % dans l'année et de 20 % dans les 15 à 20 années qui suivent la création du sludge.

### Cas de la lithiase symptomatique.
Généralement le premier signe est une douleur de type : douleurs biliaires avec des coliques hépatiques. Il peut y avoir une irradiation de la douleur dans le dos ou l'épaule droite qui vient rapidement se loger dans l'hypocondre droit (dû au contact entre la vésicule et le péritoine viscéral et pariétal, innervé par les nerfs intercostaux).  En général une « crise » a une durée de 6 heures et est souvent accompagnée de nausées et de vomissements. Il peut y avoir une montée de la température avoisinant dès lors les 38-39 °C. La respiration devient rapide et superficielle ce qui accentue la douleur au moment de l'inspiration. 
Elle est symptomatique uniquement si un calcul se bloque dans les voies biliaires en provoquant, ainsi, une obstruction. Les calculs peuvent se bloquer dans le canal cystique ou dans la voie biliaire principale. 
Lorsqu’un calcul se bloque dans le canal cystique, il peut provoquer une douleur biliaire (ou « colique hépatique ») ou une cholécystite aiguë. Néanmoins, l'obstruction peut être incomplète ou ponctuelle et provoque, dans ce cas, une cholécystite chronique. 
Un calcul logé dans la voie biliaire principale peut donner lieu à une douleur biliaire (ou colique hépatique), un ictère par obstruction, une angiocholite ou une pancréatite aiguë.

## Diagnostic

### Examen classique
Lors d'un examen classique, la palpation sera douloureuse et montrera une défense de l'hypocondre droit. L'ictère est aussi un des symptômes possibles et bien qu'il ne soit pas souvent présent, il témoigne généralement d'une obstruction de la voie biliaire principale due à la migration d'un calcul. Un subictère peut aussi être observé dans 10 à 20 % des cas.

### Examens d'imagerie

#### Échographie
L'échographie est le premier examen effectué lors de l'exploration de la paroi vésiculaire. Il s'agit d'un très bon examen dans le cadre de l'exploration des voies biliaires intrahépatiques périphériques et juxtahilaires. Néanmoins, contrairement à l'étage perpendiculaire haut de la vésicule qui est facile à explorer la partie basse, elle, est souvent masquée par  des gaz digestifs, un certain  embonpoint, des difficultés de maîtrise de la respiration…
Le sludge est ici reconnu sous forme d'échos denses en amas, habituellement sans cône d'ombre acoustique postérieur, situés à la partie déclive de la vésicule biliaire. 
Cependant l'échographie a des limites dans le fait que tous les calculs ne sont pas visibles lors de l'examen. En effet, pour qu'un calcul soit visible, il doit être composé d'au moins 4 % de calcium.

#### Radiographie de l'abdomen sans préparation (ASP)
L'ASP permet le diagnostic de la lithiase pigmentaire localisée au niveau de la vésicule biliaire ou plus rarement cholédocienne ou migrée au niveau de l'intestin dans 30 % des cas.
Mais il existe aussi les méthodes d'échoendoscopie, le scanner, les opacifications biliaires instrumentales, les opacifications conventionnelles, la scintigraphie biliaire.

## Traitements
Il est généralement conseillé de suivre un régime hépatique[réf. souhaitée](Pendant un minimum de 48 heures). De manière générale, il est important de réduire les apports en éléments gras. 
Dans le cas d'un sludge asymptomatique, aucun traitement n'est nécessaire. 
Dans le cas de crise de colique hépatique, l'utilisation d'antispasmodiques peut être nécessaire. 

### Traitement extracorporel
Il s'agit d'un traitement qu'on peut qualifier d'intermédiaire entre les traitements médicamenteux et chirurgicaux. Il s'agit ici de fragmenter les calculs à l'aide d’envois répétés de chocs ultrasoniques. Cette technique est assez coûteuse et les récidives sont nombreuses. En effet, une fois les calculs brisés, ils doivent s'évacuer d'eux-mêmes via les voies digestives, ce qui peut engendrer un blocage ultérieur et ce, même à l'aide d'un traitement médical dissolvant. 

### Traitements chimiques
Certaines drogues parasympathicomimétiques telles que la néostigmine et l'acétylcholine engendrent une contraction vésiculaire.
Des drogues parasympathicolytiques telles que l’atropine ou l'histamine diminueront la résistance du sphincter d'Oddie et la pression intracolédocienne. Ils peuvent aussi diminuer la pression intravésiculaire en cas d'obstruction du canal cystique. 
Les prostaglandines vont aussi provoquer une contraction de la vésicule et ont pour effet additif de stimuler la sécrétion d'eau et d'électrolytes par les cellules vésiculaires. 
Les anti-inflammatoires non stéroïdiens (inhibiteurs de la prostaglandine) vont provoquer un relâchement de la paroi vésiculaire qui peut soulager la douleur dans un cas de colique hépatique. 
Le sulfate de magnésium et la céruléine (peptide synthétique) auront, quant à eux, un effet similaire à celui de la cholécystokinine sur la vésicule biliaire.
Un traitement de fond de la lithiase vésiculaire, l'acide ursodésoxycholique (ou Cholurso/Delursan/Ursolvan) est fondé sur la capacité qu'ont les acides biliaires de pouvoir dissoudre les calculs cholestéroliques. Ce traitement ne peut être utilisé que sur 20 % des malades du fait de ses nombreuses contre-indications (lithiase radio-opaque, calculs de plus de 20 mm, lithiase porcelaine). De plus, l'arrêt du traitement (qui dure au moins 1 an) engendre 30 % de rechute et pour 50 à 80 % des patients, il s'agira d'un échec.

### Traitements chirurgicaux
Une opération par voie cœlioscopique, souvent le retrait de calculs, ou une cholécystectomie (ablation de la vésicule) peut être à envisager. Après l'opération, les fonctions de réabsorptions et de concentrations (prises en charge par la vésicule biliaire, en temps normal), seront en partie, prises en charge par les voies biliaires. Ainsi, l'absence de vésicule biliaire, qu'elle soit congénitale ou non, n'engendrera pas de troubles de la digestion des graisses (reprise rapide du transit). La durée moyenne d'hospitalisation est de 4-8 jours avec un retour aux activités physiques 7 à 12 jours après opération. 
Néanmoins, elle peut comporter, comme toutes les opérations, des complications. Ici, la mortalité opératoire lors de la cholécystectomie laparoscopique est de 0,02 à 0,8 %. Le risque d'hémorragies des plaies artérielles du pédicules hépatiques est de 0,2 à 0,7 %. On peut aussi observer des saignements du lit vésiculaire, des saignements dus à l'introduction des trocarts au niveau de l'orifice pariétal, des perforations digestives du duodénum ou du côlon, des fuites biliaires, des plaies de la voie biliaire principale.

## Évolutions possibles
Le sludge peut régresser spontanément après disparition de sa cause ou donner lieu à la formation de vrais calculs.

## Facteurs de risques
Beaucoup de facteurs peuvent donner lieu à un sludge. Les facteurs de risques n'ont pas été classés selon leur importance. De plus, la liste est non exhaustive.
- Mauvaise alimentation [ trop riche (en éléments gras ou sucrés) ainsi qu'une carence en fibres (trop peu de légumes et de fruits) ]
- Nutrition parentérale totale. Ici le sludge peut être prévenu par l'administration régulière de cholécystokinine ou par une nutrition entérale.
- Un jeûne post-opératoire après chirurgie abdominale.
- Grossesse.
- Âge : la prévalence augmente de 2,5 % à 25 % entre 20 et 60 ans. en effet, il existe une corrélation entre la prise d'âge et la diminution physiologique de l'activité de la 7α-hydrosylase qui intervient dans la synthèse des acides biliaires à partir du cholestérol.
- Sexe : la prévalence varie de 0,2 % chez l'homme à 0,8 % chez la femme. Ceci est dû au fait que les œstrogènes augmentent la saturation biliaire en cholestérol et stimulent les récepteurs membranaires des lipoprotéines de basse densité.
- L'obésité ou perte de poids rapide chez les obèses.
- Les maladies intestinales
- Le diabète
- La sédentarité
- Les calculs peuvent être, dans de rares cas formés par la précipitation de certains médicaments (eftriaxone, glafénine et dipyridamole) excrétés dans la bile.
- L'hypomotilité de la vésicule biliaire et de l'intestin participe à la formation de calculs de cholestérol.
- Une anomalie de la circulation entérohépatique de la bilirubine participe à la formation de calculs pigmentaires du fait de la précipitation de la bilirubine dans certaines situations cliniques (hémolyse chronique, malabsorption intestinale ou certaines affections des voies biliaires).
- Hypertriglycéridémie : chez ces patients, on remarque parfois une augmentation de la synthèse hépatique du cholestérol et une baisse du pool des acides biliaires.
- Le SIDA, la mucoviscidose, la maladie de Crohn (prévalence multipliée par 3).
- Chez les patients acromégales, le traitement par somatostatine ou ses analogues engendre une diminution de la cholécystokinine (ouverture du sphincter d'Oddi).
- La présence d'Hélicobacter.